# Stellendam
Stellendam is een dorp in de gemeente Goeree-Overflakkee, in de Nederlandse provincie Zuid-Holland. Het dorp heeft 3.590 inwoners (1 januari 2023). Stellendam ligt aan de Rijksweg N57. Vanaf grote afstand is de opvallende witgeschilderde molen Korenlust aan de Molenkade van Stellendam te zien.
Op enkele kilometers afstand ligt de Deltahaven, de thuishaven van de vissersschepen uit Ouddorp, Goedereede en Stellendam; in totaal gaat het om zo'n 50 kotters. In Stellendam is ook een visafslag gevestigd. De oorspronkelijke haven van Stellendam verloor grotendeels haar functie door de Deltawerken. Bij de haven ligt de Goereese sluis.
Stellendam is een relatief jong dorp; de polder waarin het gelegen is is pas halverwege de 18e eeuw drooggelegd. Wel heeft er rond 1220 nabij de huidige locatie van Stellendam een eiland gelegen, Zomerland. Na de aanleg van de Statendam tussen Westvoorn en Overflakkee in 1766 (zie artikel: Westvoorn) konden de gronden ten noorden van de dam al snel bedijkt worden. In 1769 werd het besluit genomen voor de indijking van de gorzen aan de kant van het eiland Goeree, de Adrianapolder. In 1780 werden alle gorzen tussen Goeree en Overflakkee in één keer ingedijkt, waardoor de Eendragtspolder ontstond, in de volksmond aangeduid als Stellendamse polder. De polder werd verdeeld onder de particulieren en er werd een dorpje in gesticht; Stellendam.
Tussen 1846 en 1945 (toen werd de Grote Kroningspolder aangedijkt), zijn er tussen Stellendam en Dirksland voortdurend nieuwe gorzen ingedijkt. In 1956 is het Zuiderdiep aan de oostzijde afgedamd, waardoor de aanslibbing nog sneller geschiedde. In het kader van de Deltawerken is er tussen de Haringvlietdam en de sluis van de Dirkslandse haven een dijk aangelegd waarna behalve de Scheelhoek aan de Noordzijde van het Zuiderdiep ook een groot deel ten zuiden van water droog viel. De Zuiderdieppolder was in 1968 een feit en het in cultuur brengen liet niet lang op zich wachten. In dit grootschalige nieuwe landbouwgebied werden drie nieuwe boerderijen gebouwd. De Zuiderdieppolder is tot nu de laatste ingedijkte polder van Goeree-Overflakkee.

## Bezienswaardigheden
- Hervormde kerk
- Gereformeerde kerk
- Molen Korenlust
- Haringvlietsluizen
- ASeal zeehondencentrum
- Oude haven, trekpad, rode lichtje
- Vogelobservatorium Tij
- Vismijn

## Geboren
- Leendert Cornelis Brinkman (1886-1968), burgemeester
- Laurens Visser (1921-2000), wethouder van 1953-1999 in de voormalige gemeenten Stellendam en Goedereede. Speelde als brandweercommandant ook een belangrijke rol bij de watersnoodramp.
- Ab Klink (1958), voormalig minister van Volksgezondheid, Welzijn en Sport
- Cornelis Visser (1965), landbouwer en politicus (o.a. oud-wethouder van Goedereede)

## Afbeeldingen

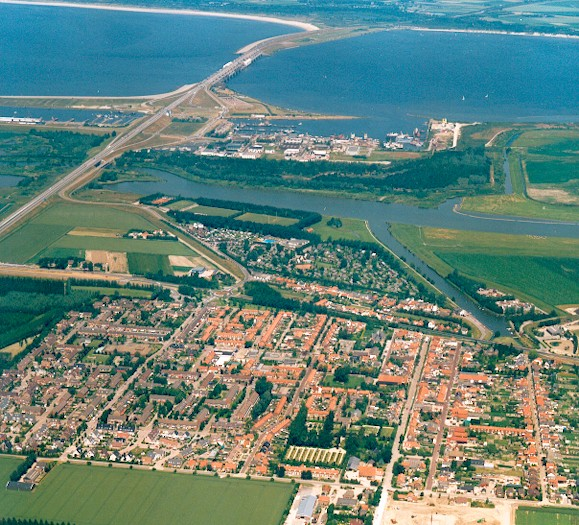
Luchtfoto van Stellendam
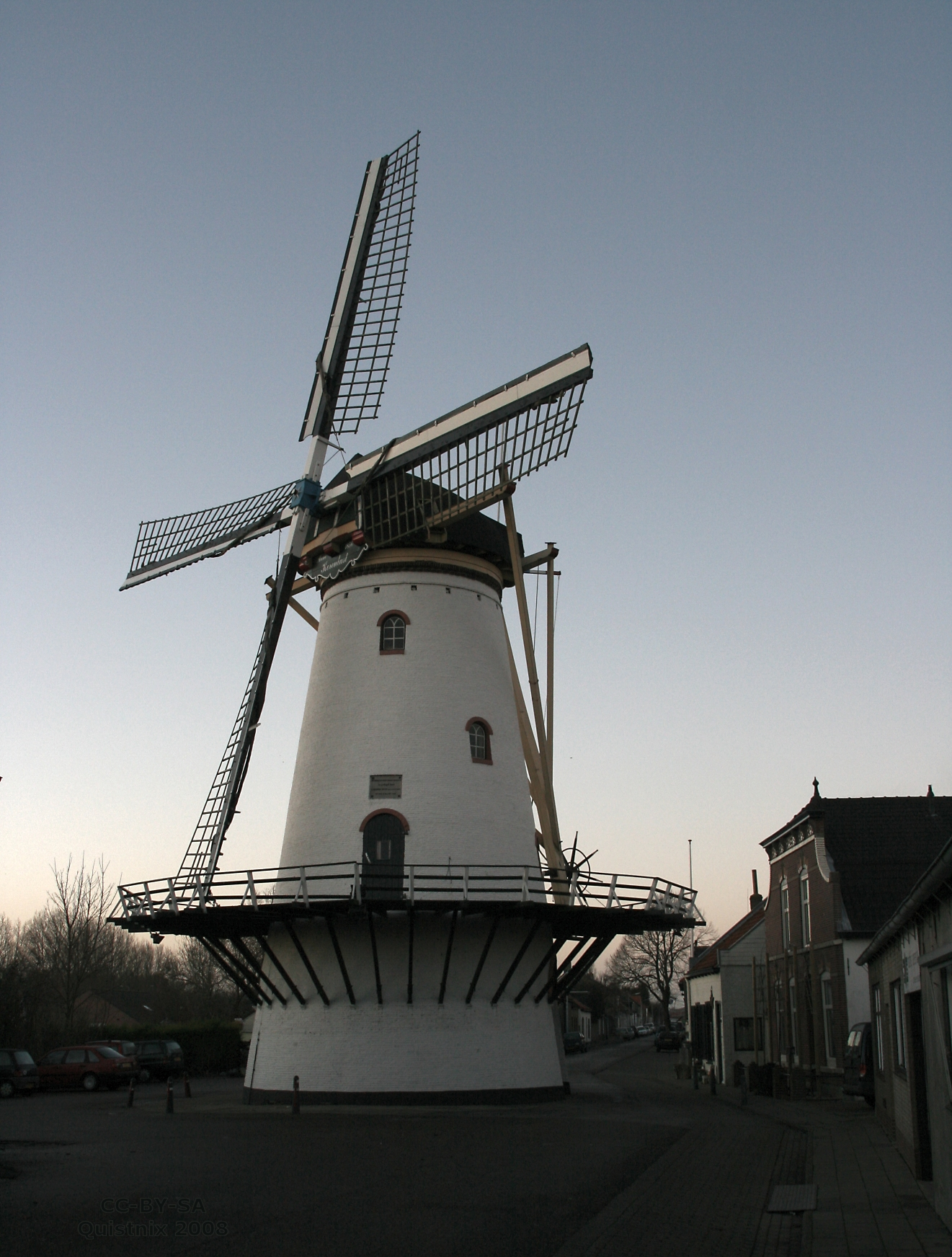
Molen Korenlust
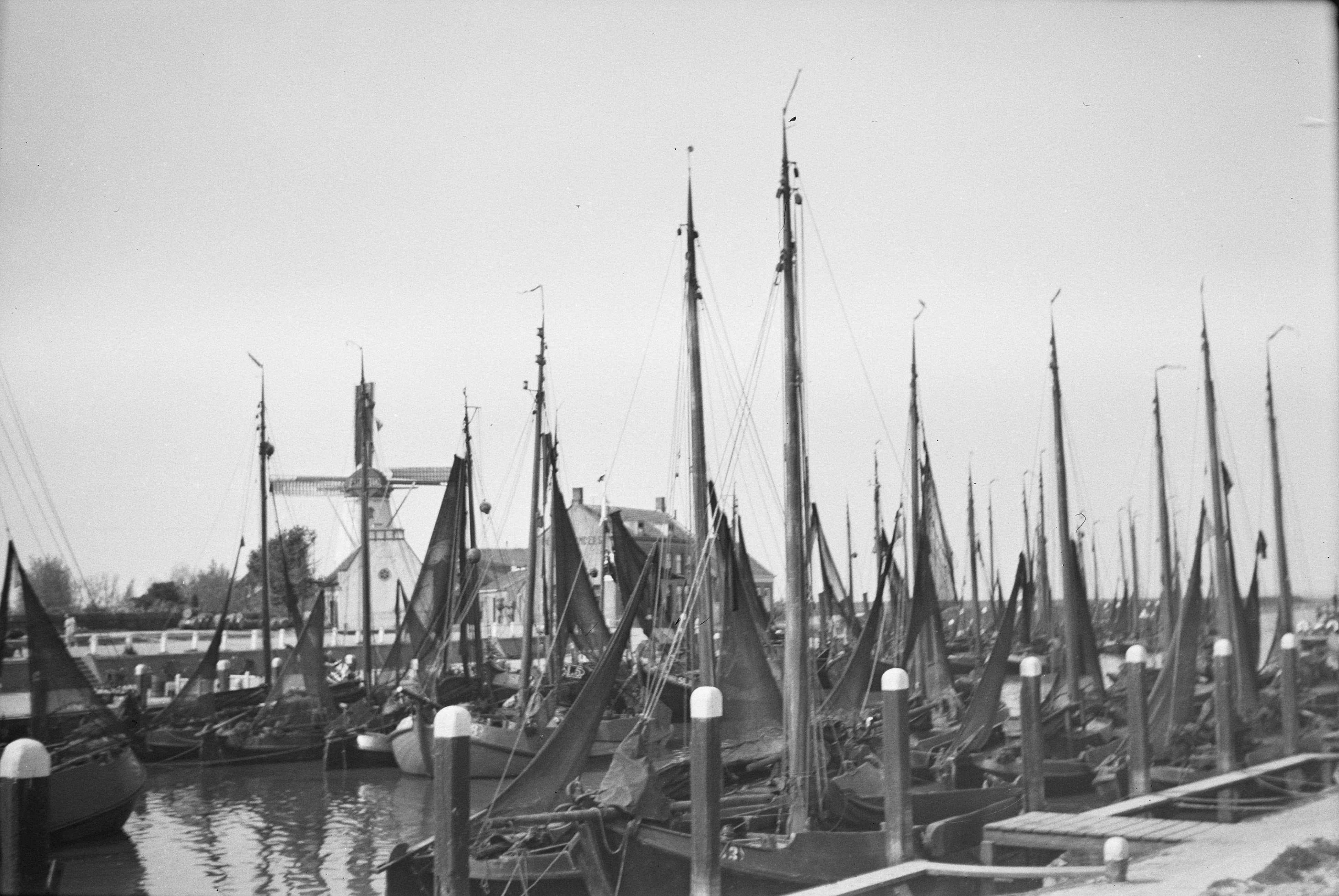
Haven van Stellendam in 1949
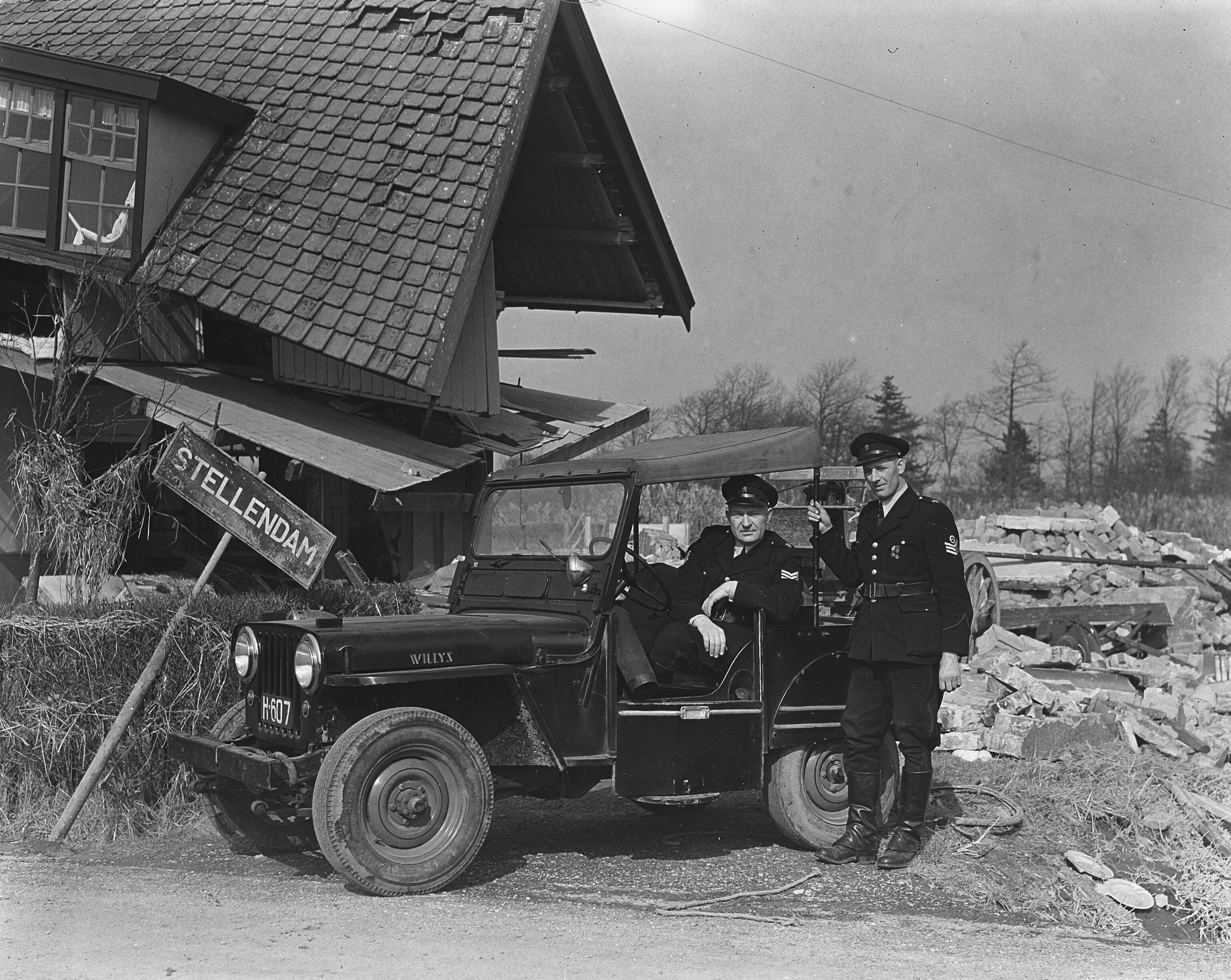
Agenten in Stellendam in 1953
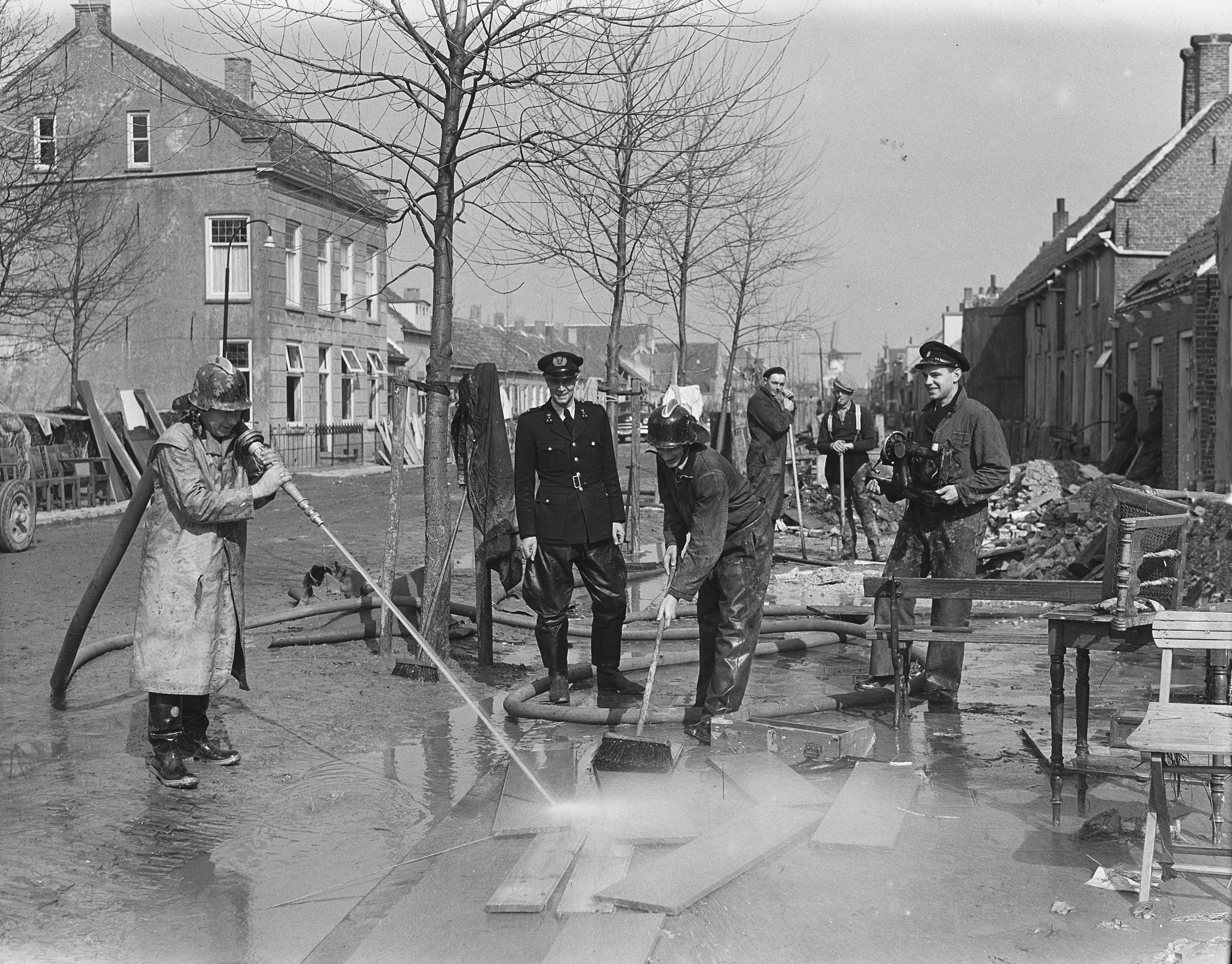
Brandweer uit Den Haag aan het werk in de Voorstraat in 1953
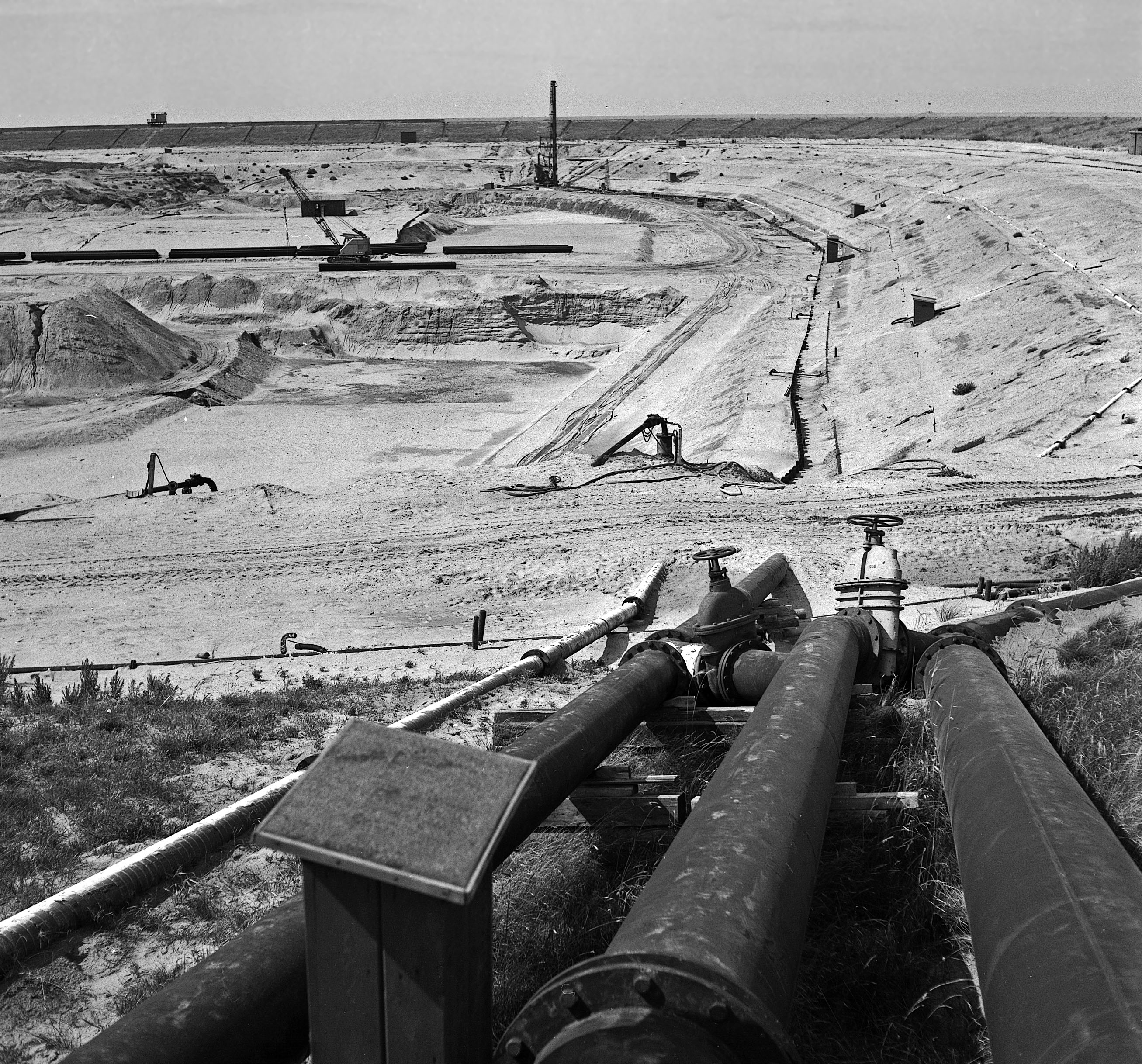
Voorbereidingen voor de aanleg van de Haringvlietsluizen in augustus 1959